# Fatukbelak
Fatukbelak ist ein osttimoresischer Ort im Sucos Cowa (Verwaltungsamt Balibo, Gemeinde Bobonaro). Es liegt im Nordwesten Cowas im Zentrum der Aldeia Mane Hat, auf einer Meereshöhe von 395 m. Die Häuser reihen sich entlang der Hauptstraße des Sucos auf, die nach Westen in das Dorf Mane Hat und nach Südosten nach Weelesse und Futatas führt.
Nordwestlich erheben sich die Berge Malunmutuk (457 m) und Animnala (432 m), südlich der Hila (431 m).